# 78115 Skiantonucci
78115 Skiantonucci este un asteroid din centura principală de asteroizi.

## Descriere
78115 Skiantonucci este un asteroid din centura principală de asteroizi. A fost descoperit pe 20 iunie 2002 la Observatorul Palomar de Sebastian F. Hönig. Asteroidul prezintă o orbită caracterizată de o semiaxă mare de 3,11 ua, o excentricitate de 0,06 și o înclinație de 9,9° în raport cu ecliptica.